# Dlaždicový správce oken

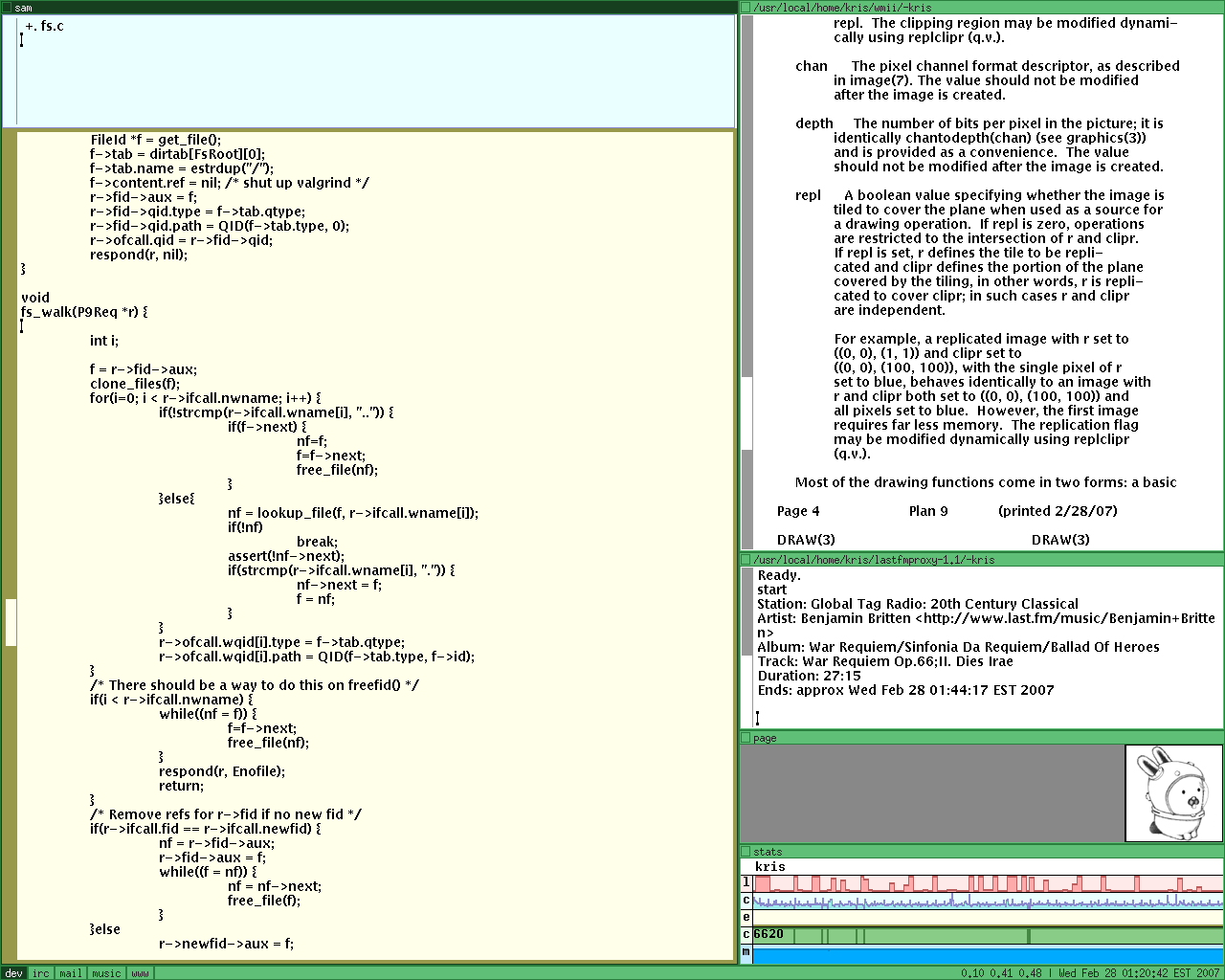
Dlaždicový správce oken Wmii s několika okny

Dlaždicový správce oken je jeden z typů správce oken grafického uživatelského rozhraní počítače. Jedná se o takového správce, který okna na monitor umisťuje tak, aby se nepřekrývala, na rozdíl od populárnějšího typu správců oken, které okna umisťují přes sebe.
Mezi dlaždicové správce oken pro X Window System patří například i3, ratpoison, Wmii nebo Ion. 
Je také řada správců oken, kteří mají dlaždicové umisťování oken jako jeden z možných módů fungování, nebo pro ně existují přídavné moduly, které umožní dlaždicové umisťování (například pro Compiz existuje přídavný modul Grid).